# Extinderea Uniunii Europene din 2004
Extinderea Uniunii Europene din 2004 a fost cel mai mare val de extindere al Uniunii Europene, și totodată primul care să includă state foste comuniste.
Noile state membre au fost: 
- Ungaria;
- Polonia;
- Slovacia;
- Estonia;
- Letonia;
- Lituania;
- Cehia;
- Slovenia;
- Malta;
- Cipru.

Aproape toate acestea, cu excepția ultimelor două, și-au depus cererea de aderare încă din 1995. 